# Cedric the Entertainer
Cedric Antonio Kyles (Jefferson City, 1964. április 24. –), ismertebb nevén Cedric the Entertainer,  amerikai stand-up komikus, színész és műsorvezető. 
Több televíziós sorozatban és filmben is játszott, szinkronszínészként is tevékenykedik (pl. a Madagaszkár és a Jégkorszak című filmekben). 2019-ben megkapta saját csillagát a Hollywoodi Hírességek Sétányán.

## Fiatalkora
1964. április 24-én született a Missouri állambeli Jefferson City-ben, Rosetta és Kittrell Kyles gyermekeként. Anyja tanár volt, apja pedig egy vasúttársaságnál (Missouri Pacific) dolgozott. Van egy nővére, Sharita Kyles Wilson, aki a Pepperdine Egyetemen tanít Malibuban.
Caruthersville-ben nőtt fel, de a középiskola után elköltözött Berkeley-be. A Berkeley High School tanulója volt.
Kommunikáció szakon végzett a Southeast Missouri State Universityn.

## Magánélete
Felesége Lorna Wells. Két gyermekük van, Croix és Lucky Rose. Egy korábbi kapcsolatból van egy lánya is, Tiara.

## Filmográfia

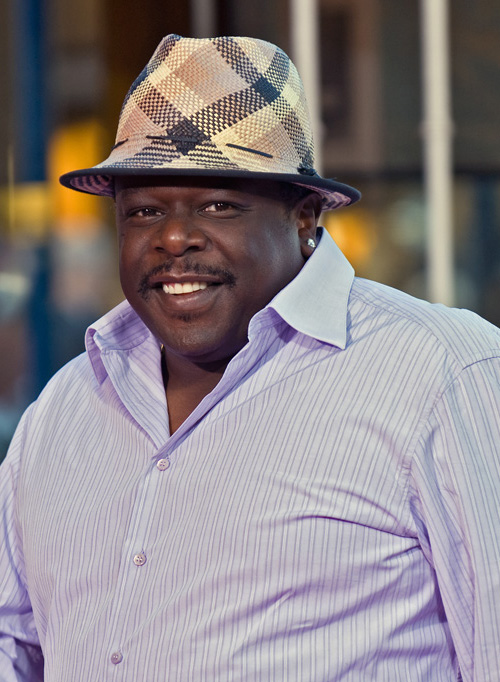
A Zsenikém – Az ügynök haláli 2008. júniusi premierjén

### Film
| Év   | Magyar cím                                 | Eredeti cím                                     | Szerep                        | Magyar hang            |
| ---- | ------------------------------------------ | ----------------------------------------------- | ----------------------------- | ---------------------- |
| 1998 | Rap-vágta                                  | Ride                                            | Bo                            |                        |
| 2000 | Gagyi mami                                 | Big Momma's House                               | tisztelendő                   | Tóth Zoltán            |
| 2000 |                                            | The Original Kings of Comedy (dokumentumfilm)   | önmaga                        |                        |
| 2001 | Békés családi tűzfészek                    | Kingdom Come                                    | Beverly H. Hooker tiszteletes | Orosz István           |
| 2001 | Dr. Dolittle 2.                            | Dr. Dolittle 2                                  | állatkerti medve (hangja)     | Hollósi Frigyes        |
| 2002 | Pereld a nőt!                              | Serving Sara                                    | Ray Harris                    | Koroknay Géza          |
| 2002 | Birkanyírás                                | Barbershop                                      | Eddie Walker                  | Bácskai János          |
| 2002 | Jégkorszak                                 | Ice Age                                         | Carl (hangja)                 | Vass Gábor             |
| 2003 | Kegyetlen bánásmód                         | Intolerable Cruelty                             | Gus Petch                     | Bácskai János          |
| 2004 | Birkanyírás 2.                             | Barbershop 2: Back in Business                  | Eddie Walker                  | Bácskai János          |
| 2004 | Defektes derbi                             | Johnson Family Vacation                         | Nate Johnson / Earl bácsi     | Ujlaki Dénes           |
| 2004 | Lemony Snicket: A balszerencse áradása     | Lemony Snicket's A Series of Unfortunate Events | rendőrfelügyelő               | Faragó András          |
| 2004 | Lemony Snicket: A balszerencse áradása     | Lemony Snicket's A Series of Unfortunate Events | rendőrfelügyelő               | Kapácsy Miklós         |
| 2005 | Csak lazán!                                | Be Cool                                         | 'Sin' LaSalle                 | Gesztesi Károly        |
| 2005 | Szemtelen szemtanúk                        | Man of the House                                | Percy Stevens                 | Gesztesi Károly        |
| 2005 | Féktelen balfékek                          | The Honeymooners                                | Ralph Kramden                 | Gesztesi Károly        |
| 2005 | Madagaszkár                                | Madagascar                                      | Maurice (hangja)              | Beregi Péter           |
| 2006 | Malac a pácban                             | Charlotte's Web                                 | Golly, a gúnár (hangja)       | Bácskai János          |
| 2007 | Fedőneve: Takarító                         | Code Name: The Cleaner                          | Jake Rogers                   | Király Attila          |
| 2007 | Mondd, testvér!                            | Talk to Me                                      | Bob 'Nighthawk' Terry         | Bácskai János          |
| 2008 | Vad vakáció                                | Welcome Home Roscoe Jenkins                     | Clyde Stubbs                  | Gesztesi Károly        |
| 2008 | Az utca királyai                           | Street Kings                                    | Winston 'Scribble'            | Maday Gábor            |
| 2008 | Madagaszkár 2.                             | Madagascar: Escape 2 Africa                     | Maurice (hangja)              | Beregi Péter           |
| 2008 | Cadillac Records – Csillogó fekete lemezek | Cadillac Records                                | Willie Dixon                  | Szabó Győző            |
| 2009 | Reneszánsz szerelem                        | All's Faire in Love                             | Shockworthy professzor        | Papp János             |
| 2011 |                                            | Dance Fu                                        | nyomozó                       |                        |
| 2011 | Larry Crowne                               | Larry Crowne                                    | Lamar                         | Faragó András          |
| 2012 | Madagaszkár 3.                             | Madagascar 3: Europe's Most Wanted              | Maurice (hangja)              | Beregi Péter           |
| 2012 | Fekete-fehér, igen-nem                     | Grassroots                                      | Richard McIver                | Maday Gábor            |
| 2013 | Hátborzongat-Lak                           | A Haunted House                                 | Doug Williams atya            | Albert Péter           |
| 2013 | Madagaszkár – Állati szerelem              | Madly Madagascar                                | Maurice (hangja)              | Faragó András          |
| 2013 | Repcsik                                    | Planes                                          | Sereghajtó (hangja)           | Faragó András          |
| 2014 | Hátborzongat-Lak 2.                        | A Haunted House 2                               | Doug Williams atya            | Albert Péter           |
| 2014 | Repcsik: A mentőalakulat                   | Planes: Fire & Rescue                           | Sereghajtó (hangja)           | Borbiczki Ferenc       |
| 2014 | Az öt kedvenc                              | Top Five                                        | Jazzy                         | Schneider Zoltán       |
| 2016 | Miért pont Ő?                              | Why Him?                                        | Lou Dunne                     | Schneider Zoltán       |
| 2016 | Birkanyírás 3.                             | Barbershop: The Next Cut                        | Eddie Walker                  | Bácskai János          |
| 2017 | A hitehagyott                              | First Reformed                                  | Joel Jeffers lelkész          | Borbiczki Ferenc       |
| 2020 |                                            | Poor Greg Drowning                              | Narrátor                      |                        |
| 2020 |                                            | Son of the South                                | Ralph Abernathy tiszteletes   |                        |
| 2020 |                                            | The Opening Act                                 | Billy 'Billy G'               |                        |
| 2022 |                                            | The Black Karen (rövidfilm)                     | Warren őrmester               |                        |
| 2023 |                                            | The Plus One                                    | Alfred Anders                 |                        |
| 2023 |                                            | How I Learned to Fly                            | Louis                         |                        |
| 2024 |                                            | Outlaw Posse                                    | Horatio                       |                        |
| 2024 |                                            | A Hip-Hop Story                                 | The Notorious B.I.G.          |                        |
| 2024 | Cukormáz nélkül                            | Unfrosted                                       | Stu Smiley                    | Faragó András[forrás?] |